# 斯蒂芬·邁勒
斯蒂芬·邁勒（英語：Stephen Myler；1984年7月21日—）是一位英格蘭橄欖球運動員。他是英格蘭國家橄欖球隊的一員，代表英格蘭參加了2014年橄欖球六國賽。